# 우크라이나
우크라이나(우크라이나어: Україна)는 동유럽 국가다. 남쪽과 남동쪽으로는 흑해와 아조프해, 동쪽과 북동쪽으로는 러시아, 북쪽과 북서쪽으로는 벨라루스, 서쪽으로는 폴란드, 슬로바키아, 헝가리, 남서쪽으로는 루마니아, 몰도바와 접한다. 키이우가 수도이며 가장 큰 도시다. 동유럽 평원과 이어져 있으며 기후는 비교적 온화한 편이다. 법적 공용어는 우크라이나어이고, 인구 대부분은 우크라이나어를 사용하지만, 대부분 동부 인구(주로 동부 지역과 동남부 지역, 오데사 지역)는 러시아어 사용자이기도 하다. 주요 도시로는 키이우,  드니프로, 하르키우, 르비우, 오데사가 있다. 2014년 3월 18일  러시아가 크림반도를 강제 병합함에 따라 행정력이 크림반도에 미치지 못하지만, 국제사회는 대체로 크림반도를 우크라이나의 일부라는 태도를 견지하고 있다. 또한 우크라이나는 러시아-우크라이나 전쟁으로 인해 러시아에게 자포리자와 도네츠크 등을 빼앗겼다.
중세 초 루스 카간국으로부터 키예프 루스로 이어진 우크라이나는 오랫동안 투르크족·몽골족 등 지배를 받았다. 19세기까지 대다수 우크라이나 영토가 러시아 제국에 통합되었고, 나머지 부분은 오스트리아-헝가리 통제 아래 있었다. 우크라이나는 러시아 혁명 후 혼란과 끊임 없는 전쟁 속에서 여러 차례 독립을 시도하여 1917년에 민족국가를 건설했으나, 1922년에 소비에트 연방에 합병되었다. 1923년 소비에트 연방 헌법 적용을 받으며 우크라이나 소비에트 사회주의 공화국이란 이름의 구성국으로 존재했다, 1991년 소련 해체와 함께 독립하였다.
지하 자원이 풍부하여 돈바스의 석탄, 크리비리흐의 철광석, 카르파티아산맥 유전과 천연가스, 그 밖에 망간, 우라늄, 식염, 칼리염, 석회석 등을 산출한다. 산업으로는 석탄·철광·선철 생산에서 중요성 있다. 풍부한 수력 전기를 이용하여 기계 제조 공업·화학 공업이 크게 발달했으며 유수 공업 지대를 이루고 있다. 석탄업, 철강업, 기계 제조업, 화학 공업 중심은 돈바스·드니프로페트로우스크주이며, 드니프로강 하구에서 키이우 사이 6개 수력 발전소가 단계상(段階狀)으로 건설되어 있다. 우크라이나 경지율은 약 70%에 이르고 있어, 겨울밀·옥수수·보리·사탕무·해바라기·포도의 재배, 가축 사양 등에서는 구 소련 시절 매우 중요한 지위를 차지하고 있었다. 온난한 크림반도 남단과 광천이 솟는 카르파트 지방은 중요한 관광·보양지다. 러시아 작가 니콜라이 고골의 작품 〈타라스 불바〉의 배경으로도 알려졌다. 공용어는 우크라이나어를 쓰고, 우크라이나인 대다수는 우크라이나 정교회를 믿는다.

## 국호
우크라이나(Україна)라는 국호는 고대 동슬라브어 표현인 Оукраина/Oukraina에서 유래하였다. 우(Оу)는 전치사, 크라이(краи)는 땅 또는 변경, 경계를, 나(на)는 접미사에 해당되는 단어이며, 크라이나(країна)는 러시아어에서 파생된 크라이(край)와 비슷한 어원을 가지며, 우크라이나의 국명 뜻을 풀이하면, "변방의 지대", "변방의 땅"이라는 의미가 있으며, 동슬라브어로 국가, 땅, 영토, 변방, 끝자락 등의 의미를 뜻한다.

## 역사

### 기원
우크라이나 역사는 중앙아시아에서부터 건너와 동유럽을 정복한 튀르크 민족들의 관계를 빼 놓을 수 없다. 3세기부터 시작한 중앙아시아 투르크 민족들의 유럽 침공과 동슬라브족 정복 그리고 이주는 5세기부터 10세기까지 사바르 카간국에 이어 아바르 카간국 그리고 하자르 카간국까지 이어진다. 동유럽 동슬라브 원주민들은 사바르 카간국에 정복당해 프랑크족들과 대립하기도 하였고 하자르 카간국의 우크라이나 초원 정복으로 인해 동슬라브 문화는 서유럽의 문화와는 조금 이질적인 특징을 가지게 되었다. 하자르 카간국의 영향에 따라 동슬라브족으로서의 정체성이 생기기 시작하였고 8세기에서 9세기에 루스 카간국이라는 고대 투르크어인 군주 칭호인 카간을 자칭하는 북게르만족 루스인의 첫 국가가 등장하였다. 그 전까지는 벨라루스와 우크라이나를 지배했던 중앙아시아 투르크 민족들이 카간을 자칭하였으나 그 지배 아래 동슬라브인들도 완전히 종속과 동화되어 동슬라브인의 정체성이 확립되었고 그 후 동슬라브인들이 카간을 자칭하였다.
키예프 루스는 10세기까지 중앙아시아 투르크 민족의 영향을 받았고 이에 따라 류리크 왕조의 시조인 류리크 또한 위대한 카간이자 왕으로 불렸다는 기록이 존재한다. 862년경 전까지는 확실히 카간이라 칭한 루스인들이 페르시아 사서와 동, 서 로마 기록에 남아 있다. 여기에 원초연대기의 기록에서는 루스인들의 카간으로 알려진 류리크가 동슬라브족 지역에 정착하면서 류리크 왕조와 키예프 루스가 나타나며 카간이라는 호칭보다는 크냐지 또는 벨리키 크냐지라는 호칭이 자주 쓰이게 된다.
동슬라브인들은 튀르크계 카간국인 하자르 카간국의 지배하에 오랫동안 있었다. 루스인들의 첫 국가인 루스 카간국이 키예프 루스로 발전하였고 그 남쪽이 현재 우크라이나 영토이다. 이 중세 국가의 수도는 현 우크라이나의 수도인 키이우였다. 키예프 루스는 현재의 북게르만족 계통의 루스인들이 세웠다고 하나 동유럽 학자들은 이에 부정적이다. 루스인들은 강력한 류리크 왕조를 세웠다. 그리하여 10세기와 11세기에는 키예프 루스가 유럽에서 가장 중요한 국가 중 하나가 되어 후의 우크라이나, 벨라루스, 러시아 3국의 국가 정체성 형성의 바탕이 되었다.
키예프 루스는 내부 분열과 몽골의 침략으로 멸망하였다. 우크라이나 땅에는 갈리치아(Galicia, Halych)와 볼히니아(Volhynia, Volodymyr-Volynskii) 두 공국이 그 뒤를 이었다. 갈리치아와 볼히니아는 갈리치아-볼히니아 왕국으로 합쳐졌다 분열되고 결국은 폴란드-리투아니아 연방에 의해 정복되었다.

### 근대
17세기 중반에는 우크라이나 중부에 카자크 수장국이 세워져 백년 이상 러시아 차르국의 압력을 견뎠으나 결국 폴란드와 러시아에 의해 분할되었다. 그 후 18세기 후반의 폴란드 분할을 통해 우크라이나의 중부와 동부는 러시아 제국에 합병되고 서부는 오스트리아-헝가리 제국에 합병되었다.
1917년  러시아 혁명 이후 오스트리아 지배 하의 서부 우크라이나와 러시아 지배 하의 동부 우크라이나가 각각 독립을 선언, 1920년에는 동서 통일을 선언했으나 외부 군대의 침략으로 신생 독립국 우크라이나는 오래 가지 못하였다. 결국 1922년에 서쪽은 폴란드, 동쪽은 소비에트 연방의 영토가 되었다. 소비에트 연방령 우크라이나는 1921년~1922년, 1932년~1933년 두 차례에 걸쳐 큰 기근을 겪었다. 둘째 기근은 스탈린이 집단 농장 체제에 저항이 심했던 우크라이나에 대해 인위적으로 부른 기근으로 홀로도모르라 불린다. 이로 인한 사망자 수는 적게는 8백만 명에서 많게는 1천만 명 이상으로 추산되고 있다.
1939년 제2차 세계 대전이 발발하자 소비에트 연방은 폴란드를 침공, 우크라이나 서부를 우크라이나 소비에트 사회주의 공화국의 일부로 만들었다. 1941년에는 독일군과 추축군이 소비에트 연방의 적군을 쳐부수었다. 소비에트 연방이 '영웅 도시'라 칭한 키예프 전투에서는 66만 여명이 넘는 소비에트 연방군이 포로로 잡혔다. 처음에는 우크라이나인들이 독일군을 '해방군'으로 환영했다. 그러나 나치 독일은 곧 대량 학살을 시작하여 유대인들과 우크라이나인 민간인들을 죽이거나 강제 추방하였다. 마을 전체를 태워 없애기도 하여  우크라이나인들은 독일의 지배가 소비에트 연방의 지배처럼 포악하다고 판단하게 되었다. 전쟁 중과 독일 치하의 민간인 사망자 수는 50여만 명이 넘는 유대인들을 포함하여 7백만 명 정도로 추산된다. 갈리치아 지방에서는 폴란드인들과 우크라이나인들끼리 서로 집단 학살을 저지르기도 한 끔찍한 시기였다. 독일과의 전투로 소련군은 약 1천 100만 명의 사망자를 냈는데 그 가운데 270만 명이 우크라이나계였다. 우크라이나 민족은 추축국을 상대로 전투를 벌인 첫 민족이 되었고(카르파티아 우크라이나에서) 전쟁으로 인한 피해도 매우 컸다.

### 현대
제2차 세계 대전이 끝난 뒤에 소비에트 연방령 우크라이나는 서쪽으로 확장되어 우크라이나인들이 사는 땅을 거의 대부분 포함하게 되었다. 1954년에는 우크라이나에 의해 러시아 본토와 단절되어 있던 크림반도가 러시아에서 우크라이나령으로 넘어가게 되었다. 니키타 흐루쇼프가 우크라이나와 러시아의 우애를 과시하기 위해 페레야슬라프 조약(코자크 헤티만국이 러시아 차르국의 보호를 요청)의 300주년을 맞아 우크라이나에 크림반도를 할양한 것이다. 이는 우크라이나 독립 후 양국 간의 분쟁 소지가 된다.
1991년 우크라이나는 모스크바에서 소비에트 연방 공산당의 쿠데타 시도가 실패로 돌아간 후의 혼란 속에서 독립을 선언하고, 이는 결국 소비에트 연방의 해체를 촉진시켰다. 우크라이나는 독립국가연합의 창립 회원국이다.
현재 우크라이나의 국기는 스텝 지방의 금빛 밀밭 위 푸른 하늘의 모습을 상징한다고 한다. 청색과 황색은 우크라이나인들이 전통적으로 깃발에 많이 쓰던 색이다.
2005년 1월 23일, 빅토르 유셴코가 대통령으로 선출되었으며, 율리야 티모셴코는 2, 3차례나 총리로 선출되었다.
2010년 2월 7일에 치러진 대통령 선거가 실시 되었을 때, 빅토르 야누코비치가 율리아 티모셴코를 꺾고 대통령으로 당선되었다. 2012년 7월 4일에 우크라이나 의회에서 러시아어를 지역공용어로 인정하는 법을 통과하고 준 공용어로 인정하는 것을 둘러싸고 충돌이 일어났다. 하지만 그 이전에는 러시아어를 공공기관에서 사용하는 것을 허용하는 법안으로 인해 충돌이 일어났다. 그리고 2012년 8월 8일에 야누코비치가 동남부에서 러시아어를 공식언어로 하는 법안에 서명하면서 러시아어는 우크라이나 동남부의 공식언어가 되었다. 우크라이나는 총선을 치른지 2주만인 2012년 11월 11일에 여당이 총선에서 승리했다. 우크라이나는 2013년에 EU와의 협정이 무산되자 친EU시위가 발생되었고, 시위진압과정에서 부상자가 발생되었다. 2013년 12월 8일에는 반정부 시위대에 의해 레닌상이 철거되었다.
유로마이단 시위가 발생한 결과, 친러 대통령이었던 빅토르 야누코비치가 러시아로 도망하였다. 이로 인해서 친러 성향이 강했던 크림반도의 크림 자치 공화국이 우크라이나로부터 독립선언과 함께 러시아로의 편입을 추진하였으며, 그 후 합병을 위한 주민 투표가 실시되었고 2014년 3월 18일 합병 조약이 체결되었다.
유럽 연합과 미국 등 서방 진영은 이 합병을 불법으로 간주하였으며, 러시아에 제재를 가하였다. 또한, 도네츠크와 루한시크주는 우크라이나에서 독립을 선언하였으나, 국제 사회의 대부분의 국가들은 이 독립 결정을 승인하지 않고 있으며, 러시아의 지원을 받아 전쟁을 벌이고 있다. 우크라이나 정부는 크림반도의 러시아 합병을 인정하지 않으며, 돈바스 지역을 비롯한 동부 지방에 대해선 강력한 군사적 행동을 추구하고 있다. 현대에도, 미국과 유럽 연합은 러시아의 우크라이나에 대한 군사적 개입을 경계하고 있으며, 결국 2022년 2월 24일에 러시아의 일방적 침공으로 러시아와 우크라이나의 전쟁이 발발하여 현재까지도 진행 중이다.

## 정치

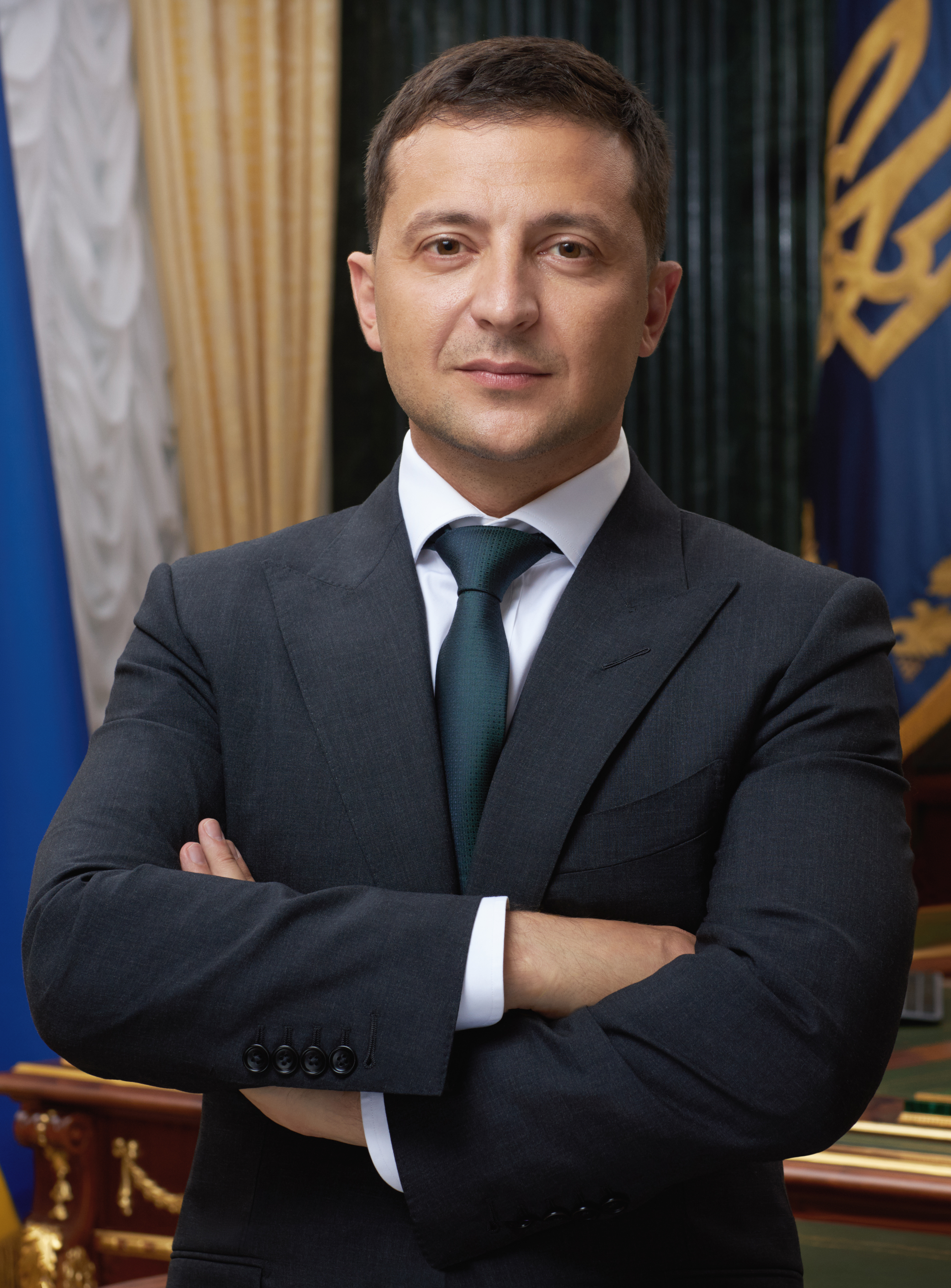
現 우크라이나 대통령 볼로디미르 젤렌스키

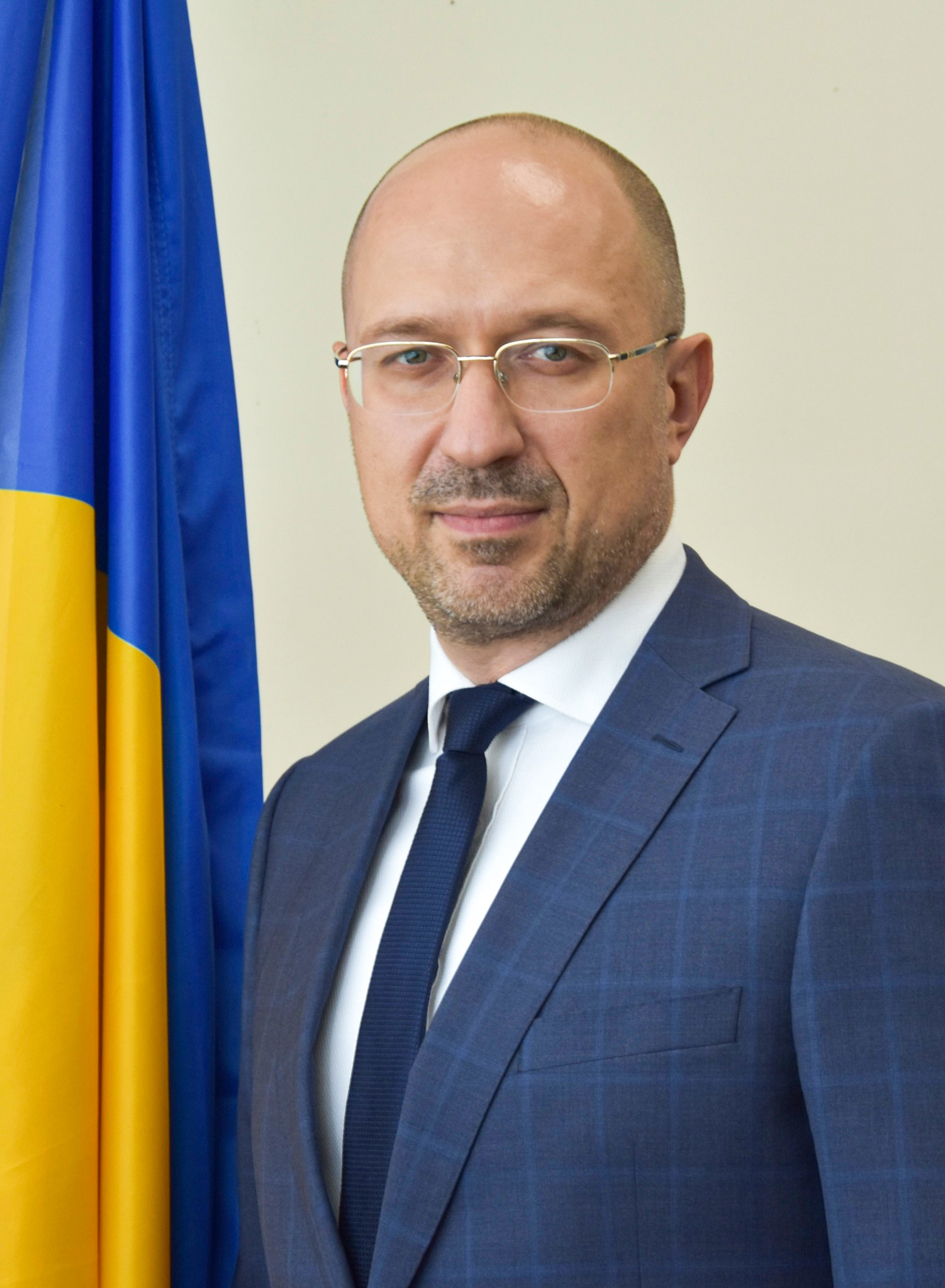
現 우크라이나 총리 데니스 시미할

우크라이나는 입법, 사법, 행정 등 3권이 분리된 의회민주주의 국가이다. 대통령은 직접 선거를 통해 선출되며, 임기는 5년 중임제인데, 1번의 중임이 가능해 최대 임기는 10년이다. 대통령이 총리와 내각을 지명하는데, 의회의 승인을 받아야 하며 야당이 의회가 절대다수일 경우 총리가 대신 권력을 독점한다.

### 의회
우크라이나 의회는 단원제 최고회의(Verkhovna Rada)이며, 총 450석 중 225석은 전체 유권자의 4% 이상 지지를 얻은 정당에게 비례로 배정된다. 나머지 225석은 선거구에서 직접선거로 결정된다. 모든 의원들의 임기는 5년이다. 의회는 총리를 뽑고, 법률을 발의하고, 국제 협정을 비준하며 예산안을 승인한다. 2020년 6월 현재의 구성은 다음과 같다(정렬은 2019년 7월 21일  총선거의 결과 순).
국회(최고회의)구성
- 인민의 종 254석, 43.16%
- 인생을 위한 야권연단 43석, 13.05%
- 전우크라이나 연합 "조국" 26석, 8.18%
- 유럽연대 25석, 8.10%
- 목소리 20석, 5.82%

### 대통령
우크라이나는 금융위기와 정국불안으로 2010년 1월 17일 대통령 선거가 치러져 빅토르 야누코비치가 승리했는데, 과반 득표가 나오지 않자, 같은 해 2월 7일 결선 투표를 통해, 빅토르 야누코비치가 승리를 확정하였다. 율리아 티모셴코는 패배를 맞이하였다. 이로써, 오렌지 혁명의 과정은 물거품이 되어버리고 말았다. 2014년 대선에서  페트로 포로셴코가 승리하여 대통령이 취임했으며, 2019년 선거에서 전직 대통령인 페트로 포로셴코를 이기고 희극인, 배우 출신의 정치인 볼로디미르 젤렌스키가 정식 대통령이 되었다.

### 행정 구역
우크라이나는 24개 주와 1개 자치 공화국, 주와 같은 지위를 갖는 2개 특별시로 이루어져 있다. 이 가운데 크림 자치 공화국과 세바스토폴은 2014년 이후부터 러시아의 실질적인 지배 상태에 있다.

### 대외 관계
유즈노예 로켓엔진 설계업체는 액체부분 세계 최고 로켓 엔진 설계 업체이다. 소련 시절 전략 로켓군의 지상 발사 전략 탄도탄은 모두 여기서 설계되었다. 2022년 러시아와 전쟁 중에 있다.

## 경제
우크라이나의 경제 규모는 독립국가연합 국가 중 2위이다. 하지만, 정치와 사실상 마찬가지로 경제도 불안 상태라고 할 수 있다. 우크라이나의 경제는 유럽 연합이나 러시아, 미국 등에 의존하고 있다. 밀의 총생산량은 22,323,600톤(2011년, 세계11위)이다.

## 사회

### 주민
2001년 국세조사에 따르면 우크라이나의 민족 구성 비율은 우크라이나인이 77.8%, 러시아인이 17.3%이다. 약 12,000명의 고려인이 거주하며, 벨라루스인 역시 거주한다. 종교는 대부분 우크라이나 정교회를 믿는 기독교인이며 가톨릭교회이지만, 동방정교회 전례 즉, 예배방식을 따르는 동방 가톨릭 교회인 우크라이나 그리스 가톨릭교회와 선교사들에 의해 들어온 개신교가 있다.
2001년 국제조사에 따른 모어분포를 보면 67.5%가 '법적' 공용어인 키릴 문자를 사용하는 우크라이나어를, 29.6%가 '실제적' 공식어인 러시아어를 쓴다. 루마니아어·폴란드어·헝가리어 등 소수민족어도 쓰인다. 러시아어는 하르키우와 도네츠크, 루한스크 등의 동부, 오데사 등의 남부, 크림반도 전역에서 주로 쓰이며, 동부와 남부의 지역 공식어로도 지정되어 있다. 하지만 2014년 2월 23일에 최고 라다가 러시아어 등 소수민족어를 지역 공식어로 인정하는 법률을 다수결로 폐지하는 것을 결정하면서 지역공식어 지위를 박탈당했다. 하지만, 2014년 5월 20일에 의회에서 러시아어를 제2 국어로 인정하는 법안을 가결했다. 르비우 등 서부는 우크라이나어만 쓰인다. 수도 키이우는 러시아어와 우크라이나어가 모두 쓰인다. 거의 대부분의 우크라이나인들이 우크라이나어와 러시아어를 모두 이해한다. 우크라이나어, 러시아어는 둘 다 동슬라브어군에 속하지만 우크라이나어는 폴란드어나 체코어 등 서슬라브어와도 가까운 면이 있으며, 벨라루스어와의 문법도 유사하다. 벨라루스어도 약간은 사용되며, 북부 지방에서 주로 사용된다.
한편, 우크라이나는 2006년부터 프랑코포니의 참관국이 되었다.

### 종교
인구의 대부분은 동방 기독교인이다

### 수송

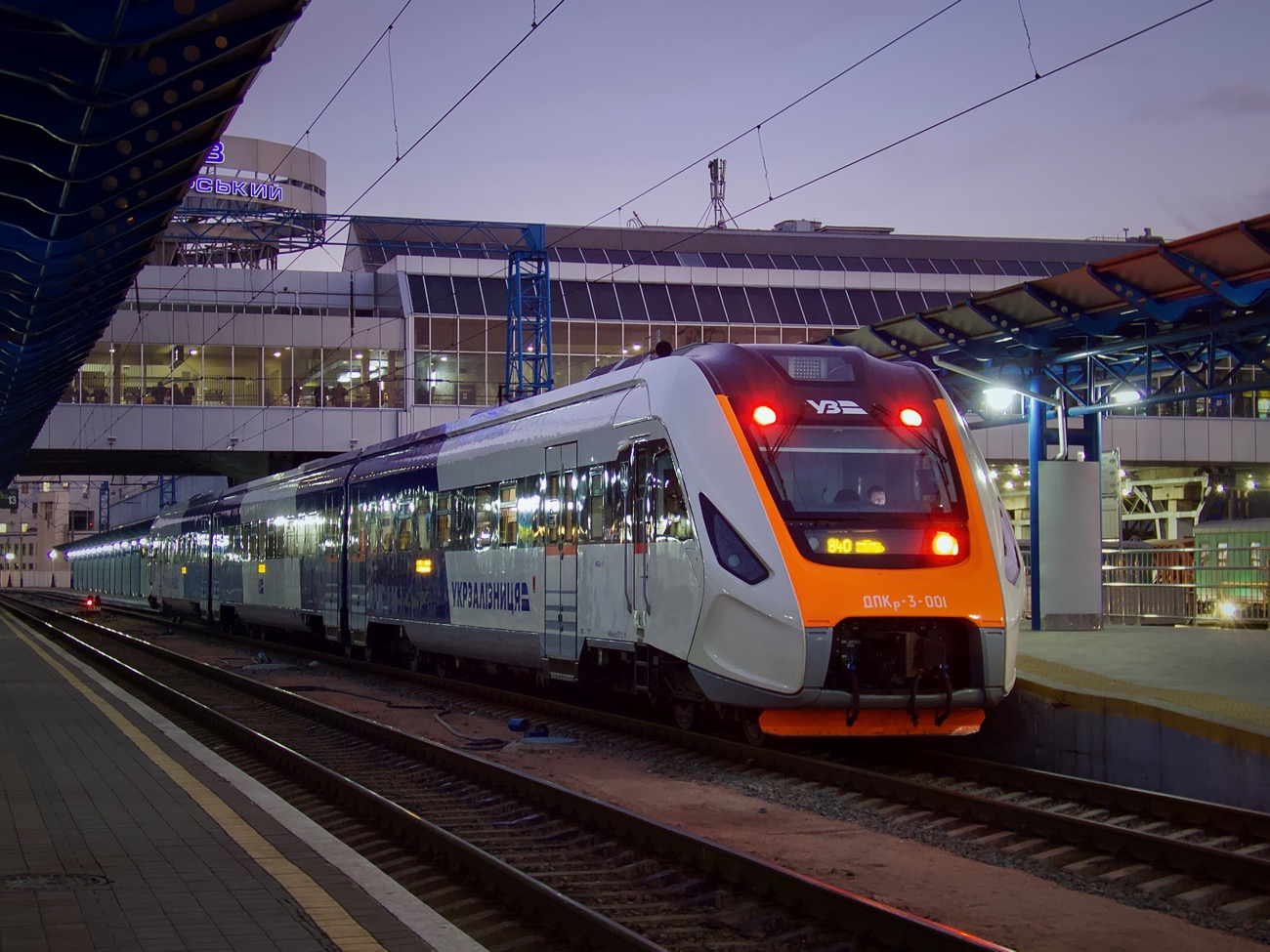
키이우에 있는 국가의 주요 기차역

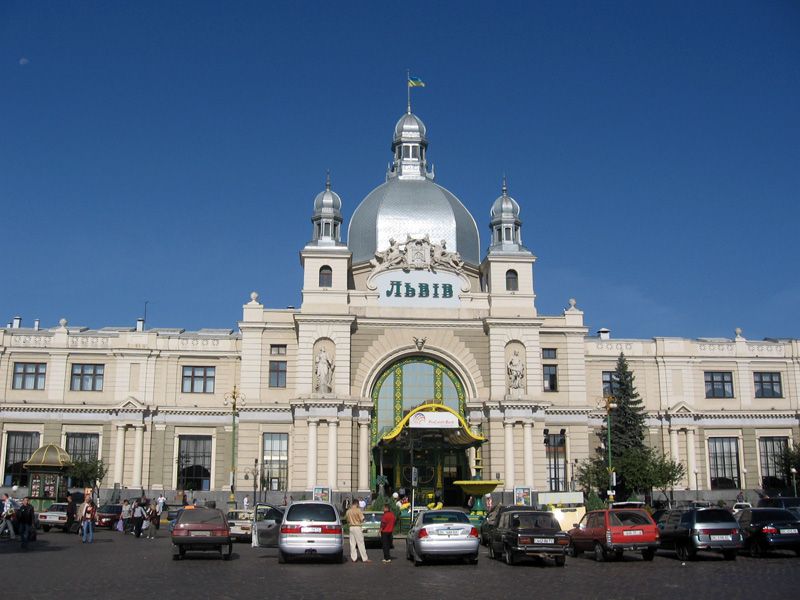
리비우에 있는 이 나라의 서부 지역의 주요 기차역

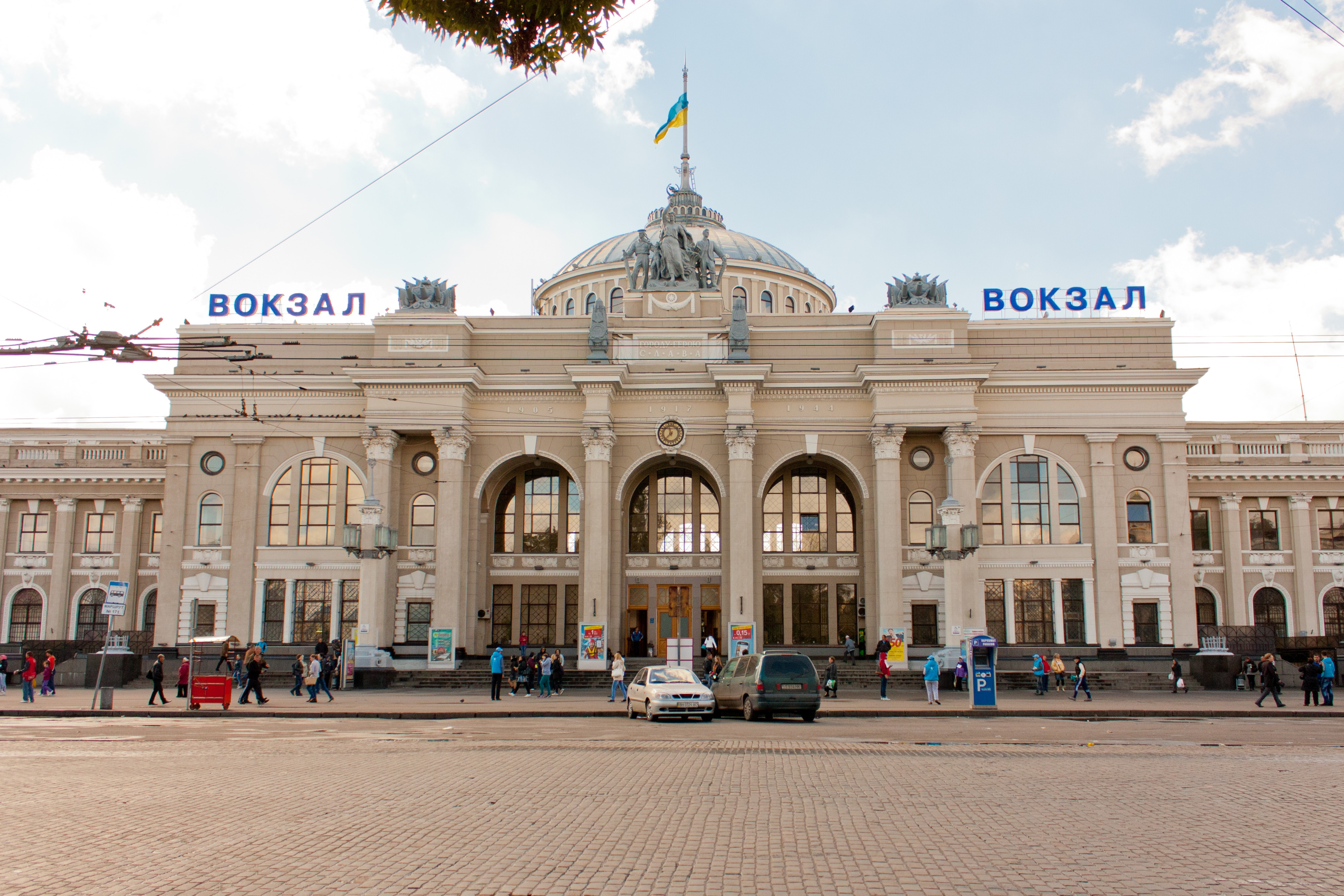
우크라이나 남부, 오데사에 위치한 대형 기차역입니다.

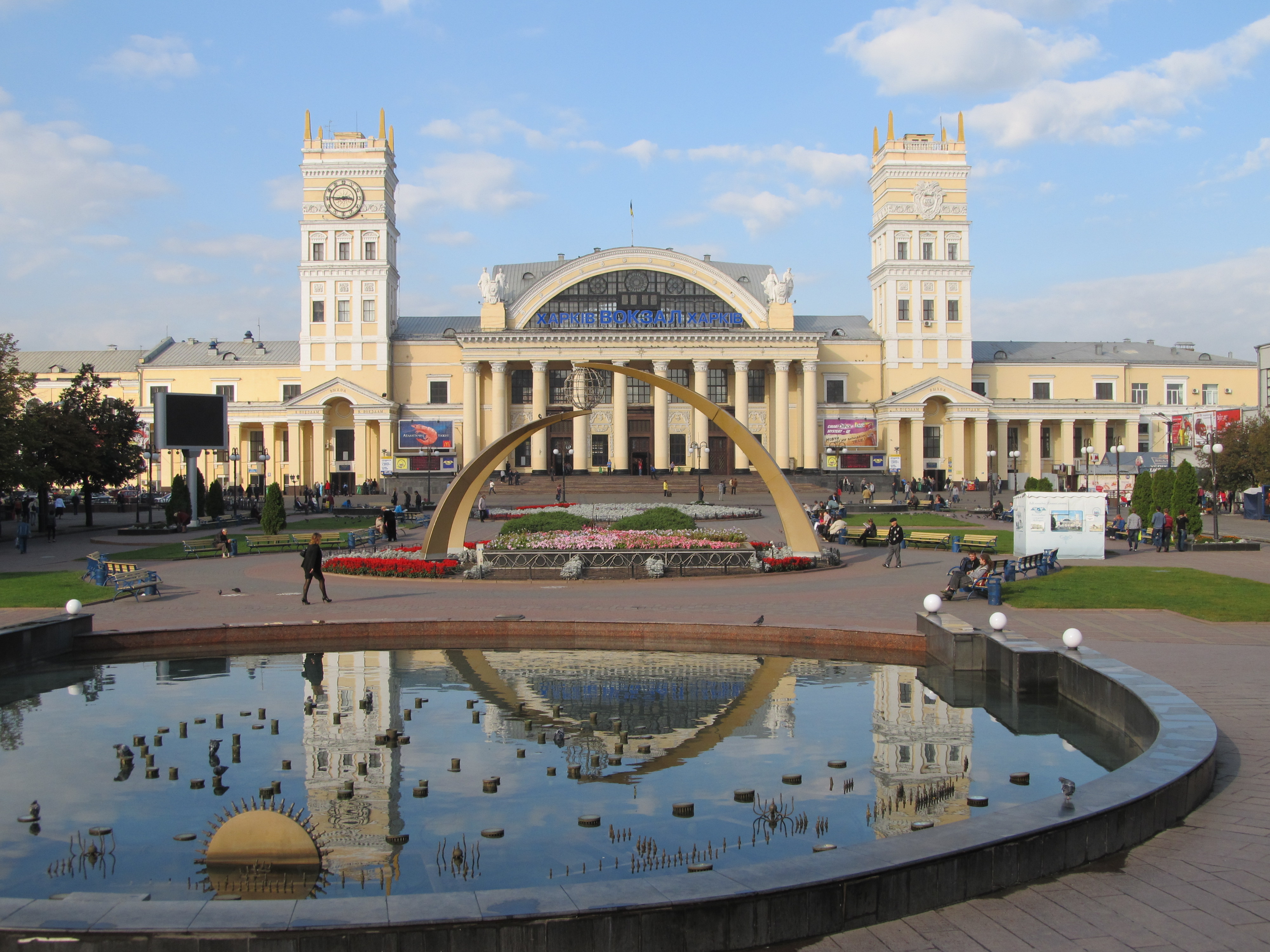
우크라이나 동부의 대도시인 하르키우에 위치한 주요 기차역입니다.。

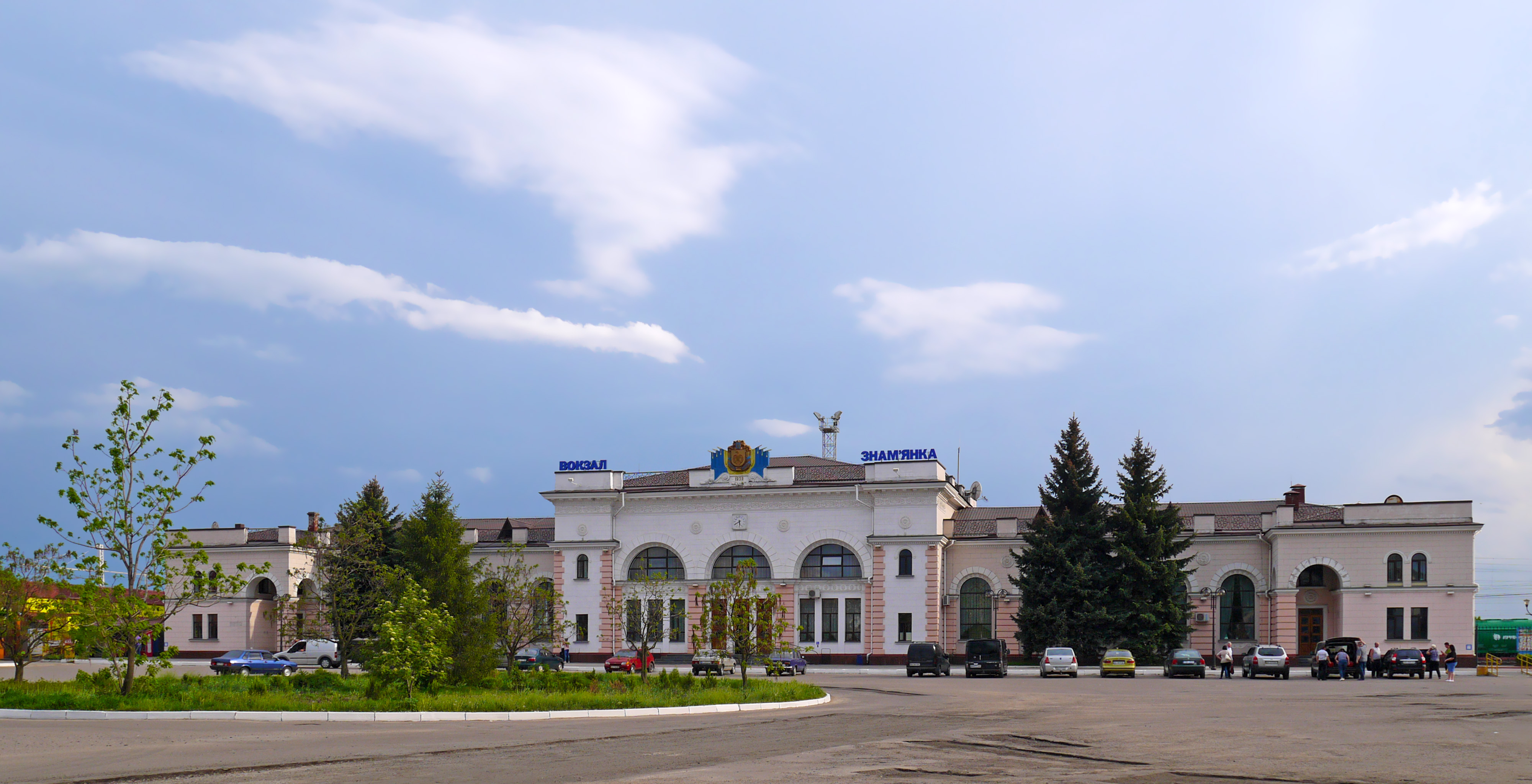
즈나멘카, 우크라이나 중부에 있는 대형 철도역으로, 국가의 모든 철도를 연결합니다

우크라이나의 항공 산업은 아직 발전이 미흡하여 버스와 기차가 가장 인기 있는 교통수단입니다. 우크라이나는 유럽에서 가장 큰 철도 및 도로망을 보유하고 있는데, 이는 우크라이나가 유럽에서 가장 큰 국가이기 때문입니다. 러시아의 지속적인 무장 침략 상황에서 이것이 국민이 이용할 수 있는 유일한 교통수단입니다.

## 문화

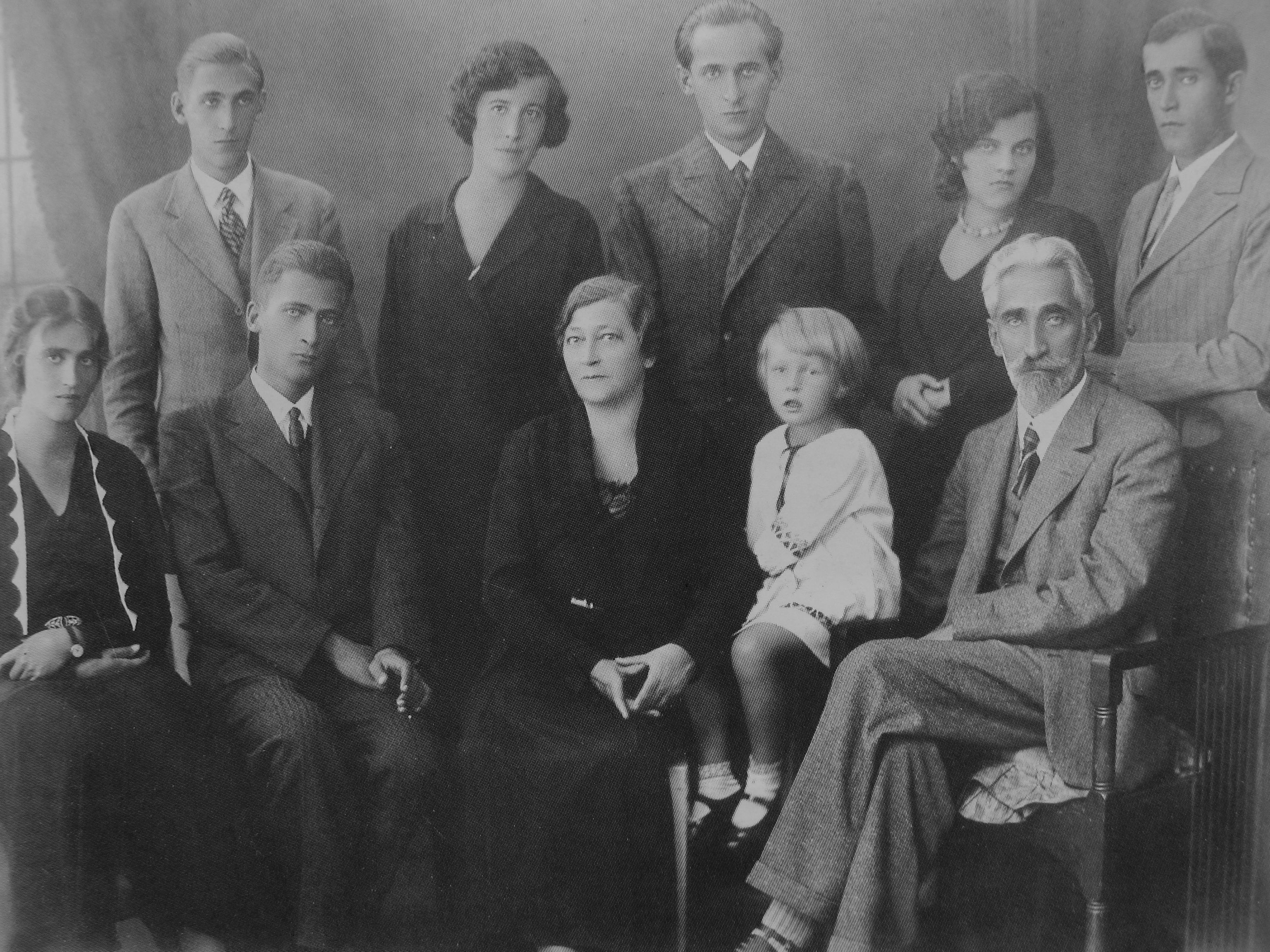
크루셸니츠키의 가족은 1930년대에 소련 정권에 의해 살해당했고, 이 사진은 스탈린의 우크라이나인 대량 학살을 상징하는 것 중 하나가 되었습니다.

우크라이나 문화는 우크라이나 내 절대적 우위를 점하고 있는 기독교의 영향을 많이 받았다. 혼인 생활 역시 전통에 따르는 경향이 있었으며, 서유럽에 비해 조부모가 아이들 양육에 있어 더 큰 역할을 담당했다. 우크라이나의 문화는 건축, 음악, 미술에서 반영되듯이 동/서 인접국들의 영향을 받았다.
소비에트 연방의 우크라이나 지배는 1932년 스탈린이 '문학과 미술 조직 재건'이라는 법령을 공표하면서, 소련 내 공산주의 리얼리즘을 표방하는 정책을 펼침으로서 우크라이나의 미술과 문학에 영향을 끼쳤다, 동시에 그는 홀로도모르 로알려진 우크라이나인 대량 학살을 조직했습니다, 년에는 상당수의 우크라이나 지식인도 처형되었는데, 이 시기는 때때로 "처형당한 자의 르네상스"로 불린다. 이러한 정책은 사실상 독창성을 무참히 짓밟는 것과 다름없었다. 1991년 소련이 붕괴되고 독립이 선언되기 전까지는 이 문제에 대해 공개적으로 이야기하는 것이 금기시되었습니다. 1970년대에도 많은 예술가들이 억압을 받았는데, 가장 유명한 희생자 중 한 명은 작가 바질 스투스입니다. 1980년대 글라스노스트(개방) 정책이 일어나면서, 소련의 예술가들과 작가들은 그들의 표현의 자유를 되찾는데 성공하게 된다.

### 건축 양식

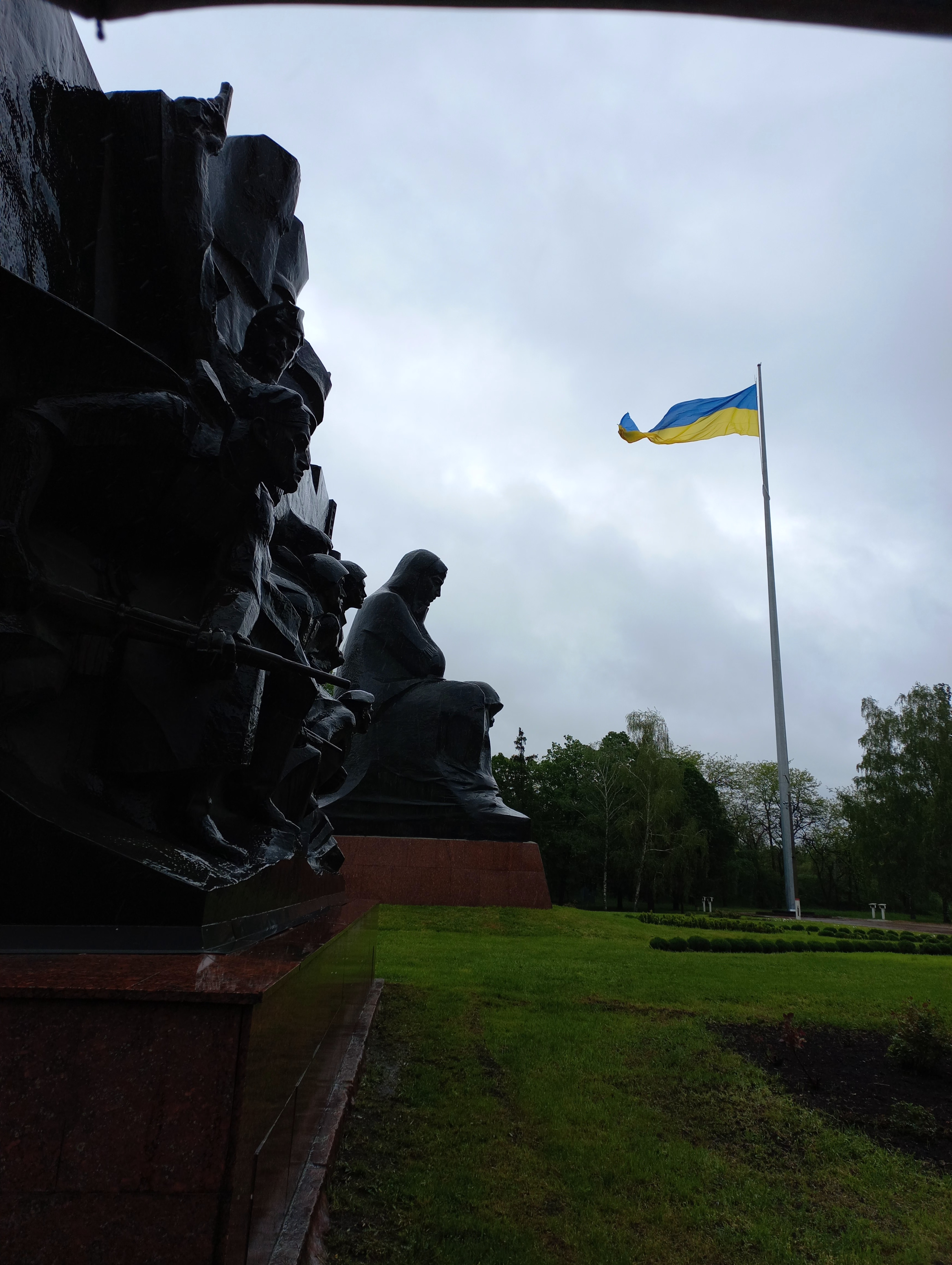
우크라이나의 주요 요새 중 하나인 성 엘리자베스 요새 내부의 조각상, 크로피우니츠키

키이우에 있는 성 미하일 황금 돔 수도원은 우크라이나 건축 양식의 예로 들 수 있다. '피산키'라고 불리는 부활절 달걀의 전설은 우크라이나에서 유래한다. 부활절 달걀은 일정한 패턴을 따라 왁스(또는 촛농)로 그림을 그리며, 염색을 함으로써 달걀에 산뜻한 색을 불어넣으며, 염색은 그 전 왁스칠한 부분에 영향을 끼치지 않는다. 달걀이 완전히 염색된 후에는 왁스칠 한 흔적이 완전히 사라지고 색깔 패턴만 남게 되었다고 한다
이 전통은 수천 년 전부터 존재했으며, 이는 우크라이나의 기독교 수용보다도 선행한다. 2000년에는 카르파티야 산맥 근처에 있는 코로먀라는 도시에 우크라이나 7대 불가사의로서 현대 우크라이나의 상징으로 선별된 피산카 박물관이 세워졌다고 한다.

### 음식

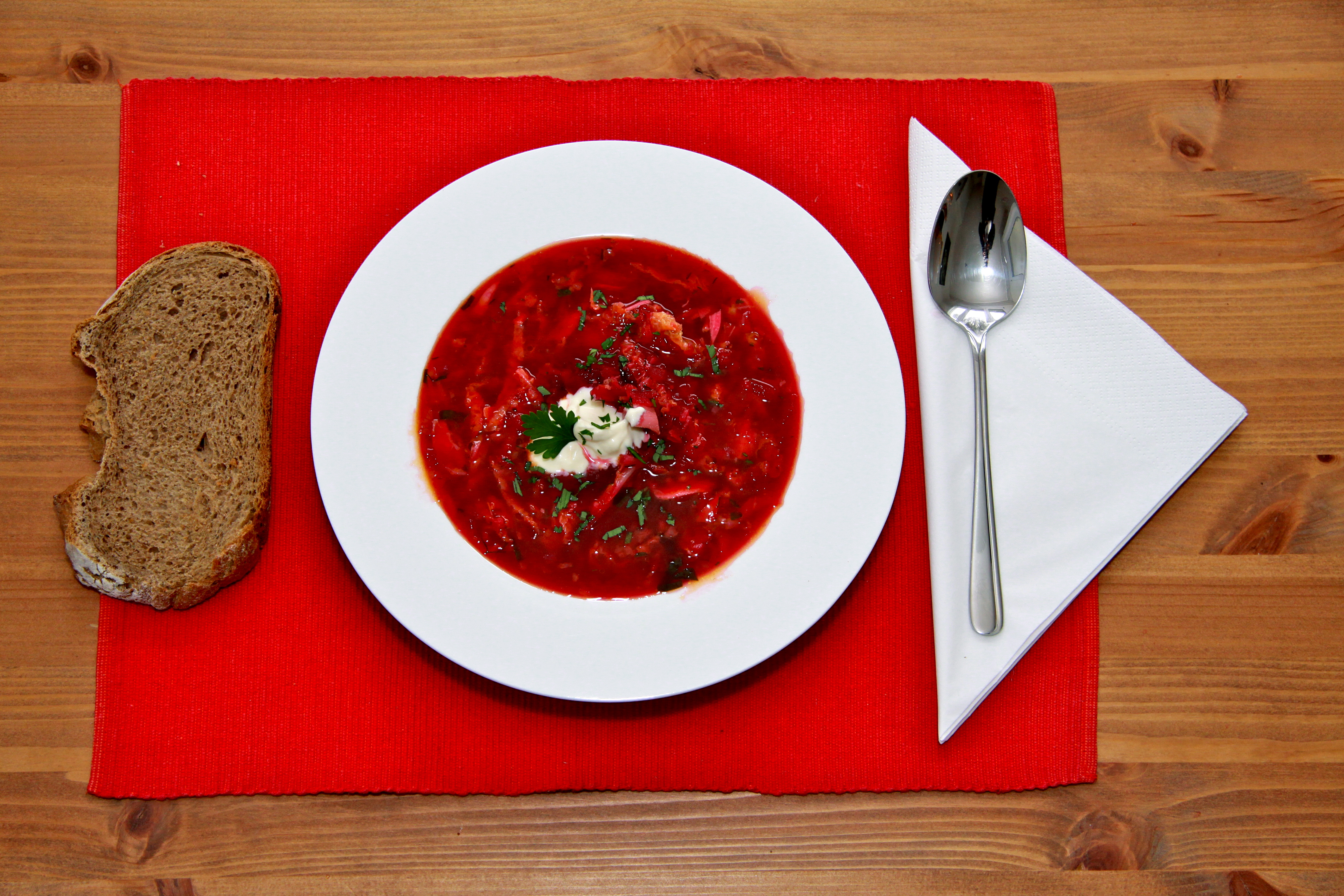
이 나라의 주요 음식은 붉은 수프(보르시치)입니다.

우크라이나 전통음식은 닭고기, 돼지고기, 쇠고기, 생선, 버섯요리 등이 있다. 또한 우크라이나인들은 다량의 감자, 곡물, 신선하거나 절인 야채도 많이 섭취한다. 유명한 전통음식으로는 바례니키(밀가루 경단에 버섯, 감자, 독일식 양배추 김치, 신 치즈 또는 체리를 넣고 끓인 음식), 보르쉬(사탕무와 양배추와 버섯 또는 고기를 넣고 끓인 빨간 수프), 그리고 홀룹찌(양배추에 쌀, 당근, 고기를 채워넣고 말은 음식) 등이 있다. 우크라이나의 명물로서 키이우 치킨도 있다. 우크라이나 인들은 끓인 과일, 주스, 우유, 우락유(우크라이나인들은 우락유로 코타치 치즈를 만든다.), 생수, 차와 커피, 맥주, 와인, 호릴카를 마신다.

### 음악

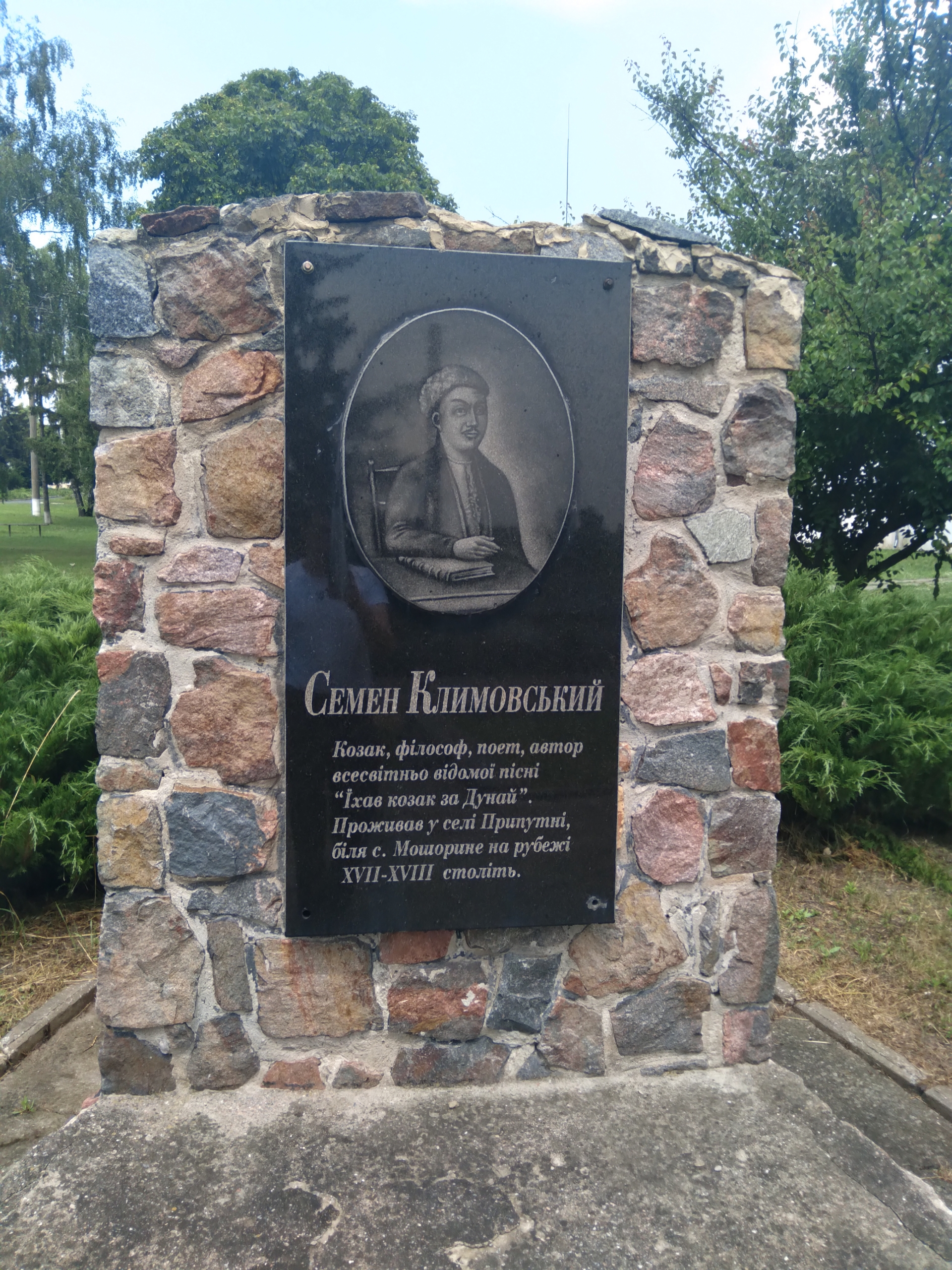
유명한 노래 "코사크가 다뉴브 강 너머로 간다"의 작가 세멘 클리모프스키를 기리는 기념비

우크라이나 노래 유산의 주요 부분은 16-18세기 코사크의 작품으로 매우 인기 있는 합창곡입니다.

### 문학

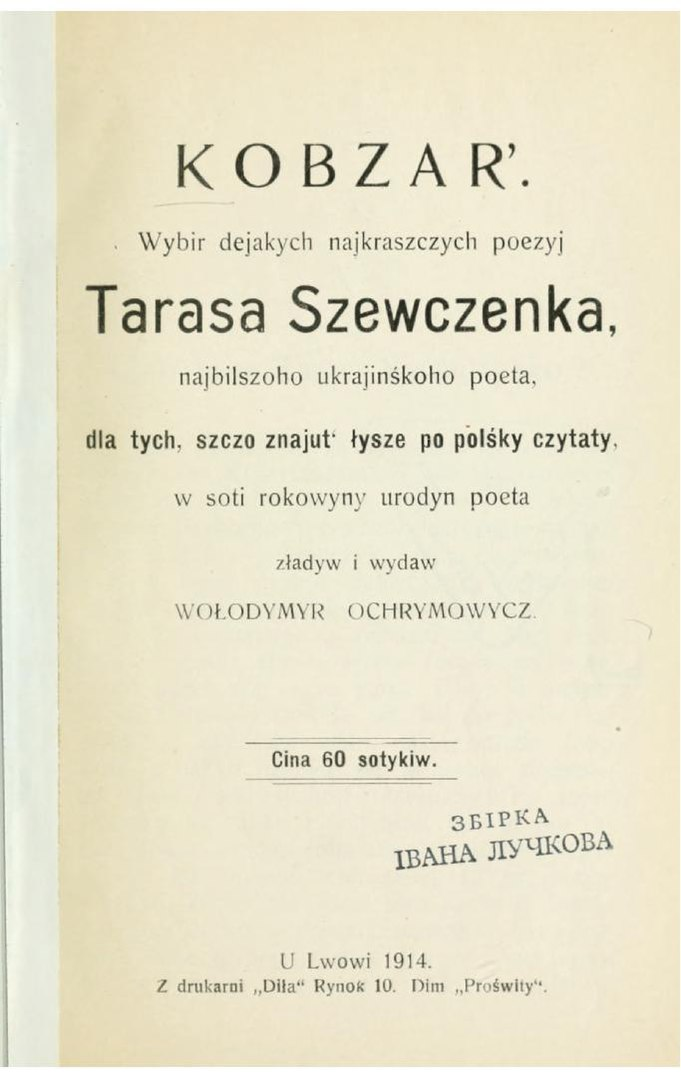
코브자르의 번역 - 셰브첸코의 주요 책

가장 유명하고 국가적으로 중요한 작가는 타라스 셰우첸코니다. 그는 러시아 제국의 정책을 비판하고, 우크라이나의 정체성을 현재의 형태로 형성하는 데 기여했으며, 개혁과 별도의 국가 건설을 촉구했습니다. 이로 인해 그의 추종자 중 다수가 죽임을 당했습니다. 그리고 그의 작품 우크라이나의 독립이 선언될 때까지 극심한 검열과 박해를 겪었습니다.

## 자연 환경

### 지리

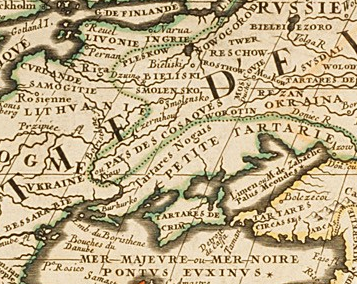
동유럽 지도 - V. Coronelli (1690).

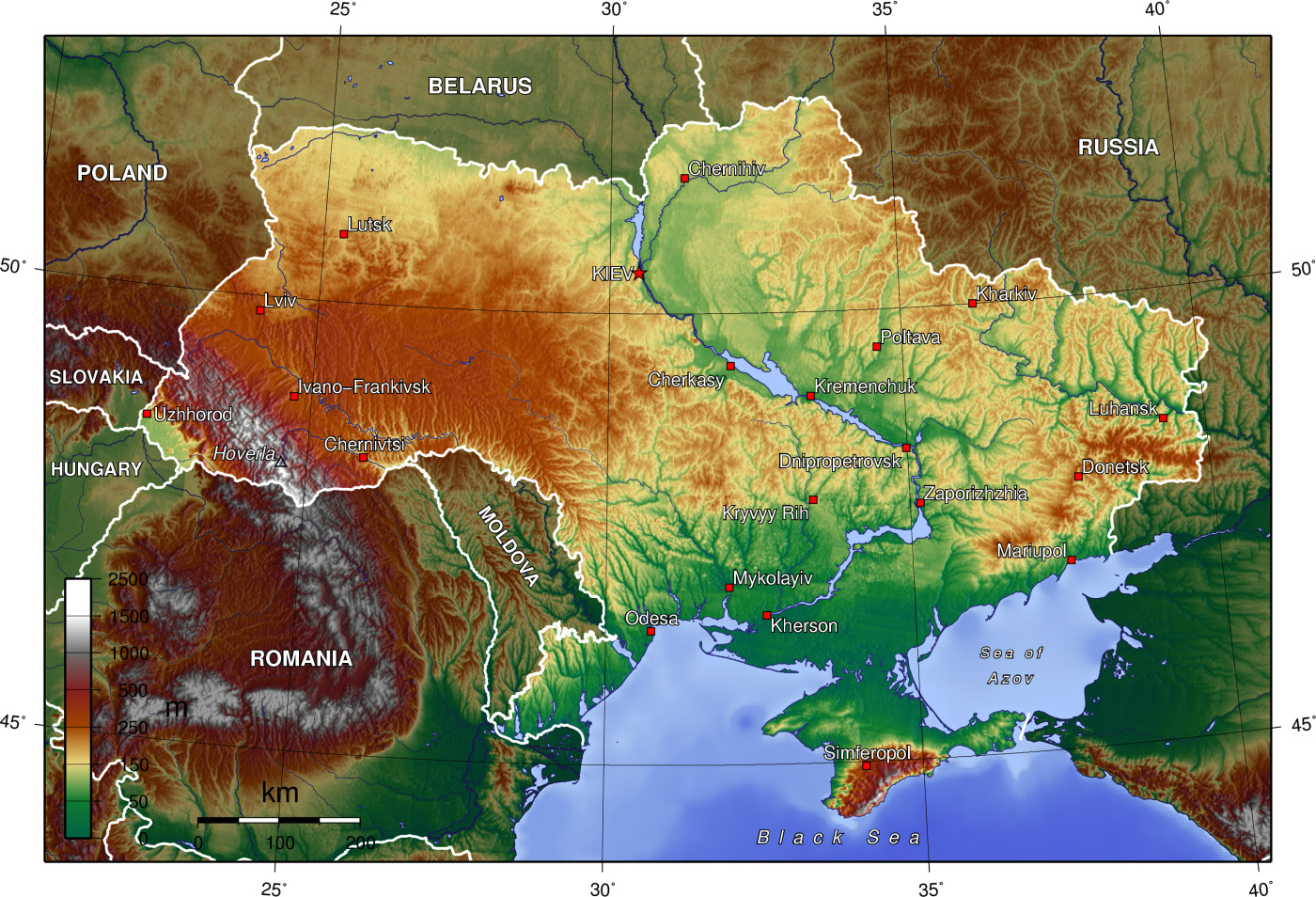
우크라이나 지도

국토 면적 603,700km2에 576,700km2 (크림 공화국과 세바스토폴 제외시) 해안선 길이는 2,782km로, 우크라이나는 세계에서 44번째로 큰 국가(중앙아프리카 공화국보다는 작고, 마다가스카르보다는 크다.)이다. 또한, 유럽에서는 두 번째로 큰 나라이다. 어떤 사람들은 유럽의 중심이 우크라이나 서쪽의 라키브 마을 인근이라고 한다. 하지만 여전히 유럽의 지리적 중심을 보는 관점에 대해 논쟁이 있다.
우크라이나는 비옥한 평원, 스텝, 고원이 있으며, 그들을 지나가는 강이 흑해로 흘러들어간다. 거의 남쪽 만으로 강이 빠져나가고 남동부 지방에는 다뉴브 삼각지가 루마니아와 국경을 접하고 있다. 우크라이나의 대표적인 산은 카르파티아산맥으로서 우크라이나 서부에 위치한다. 우크라이나에서 가장 높은 산은 호베를라산으로 높이는 2,061m이다. 크림반도를 따라서 넓은 해안선이 펼쳐진다.

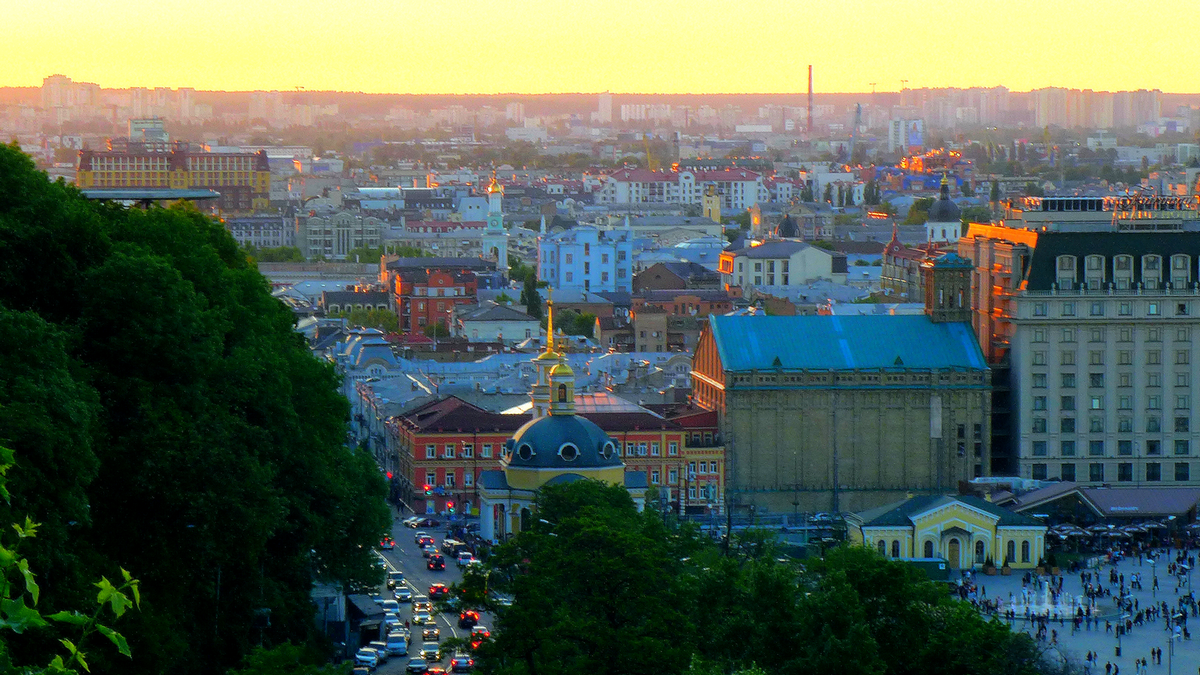
키이우, 역사 중심지

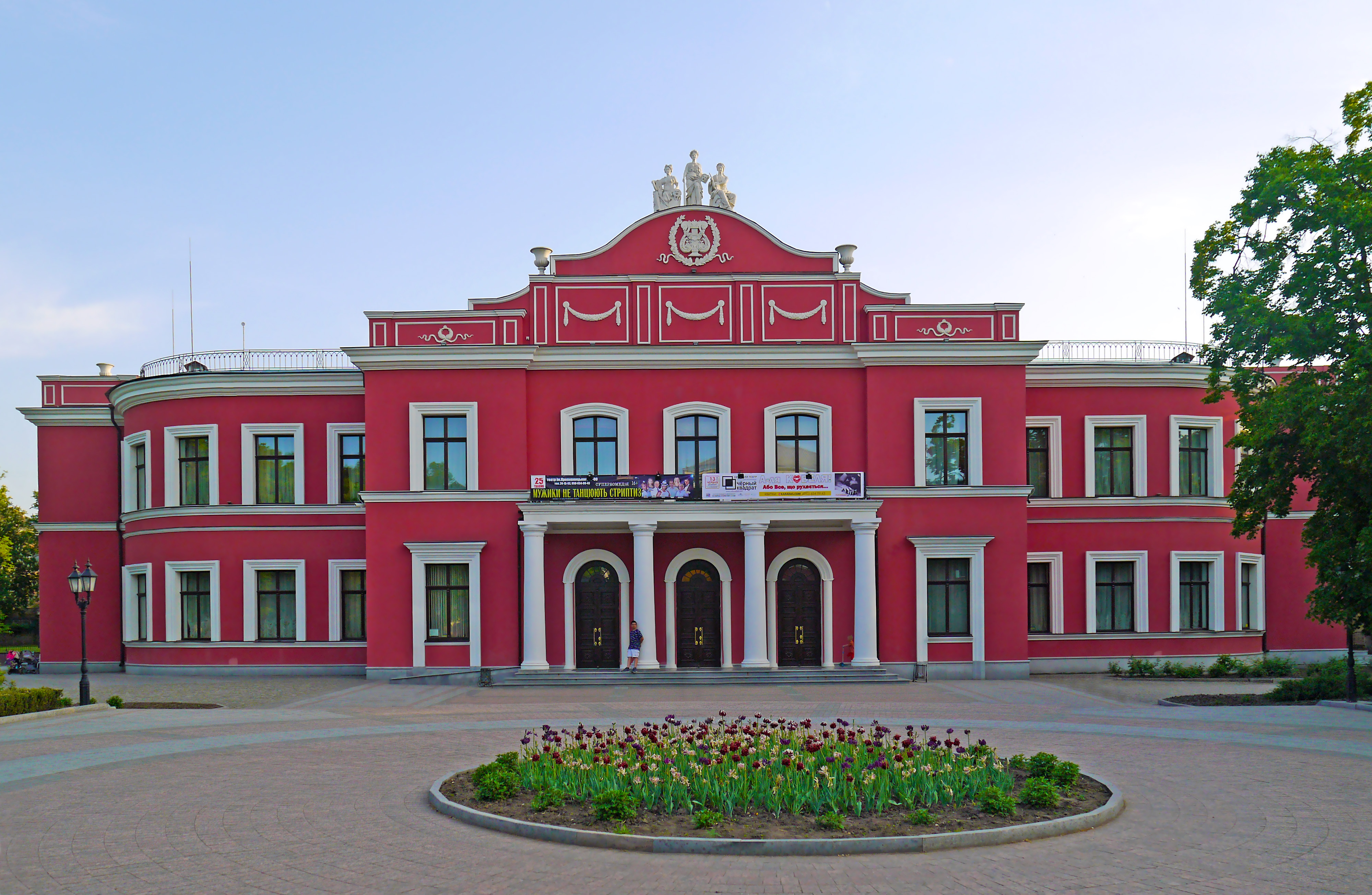
크로피우니츠키, 우크라이나 최초의 전문 극장

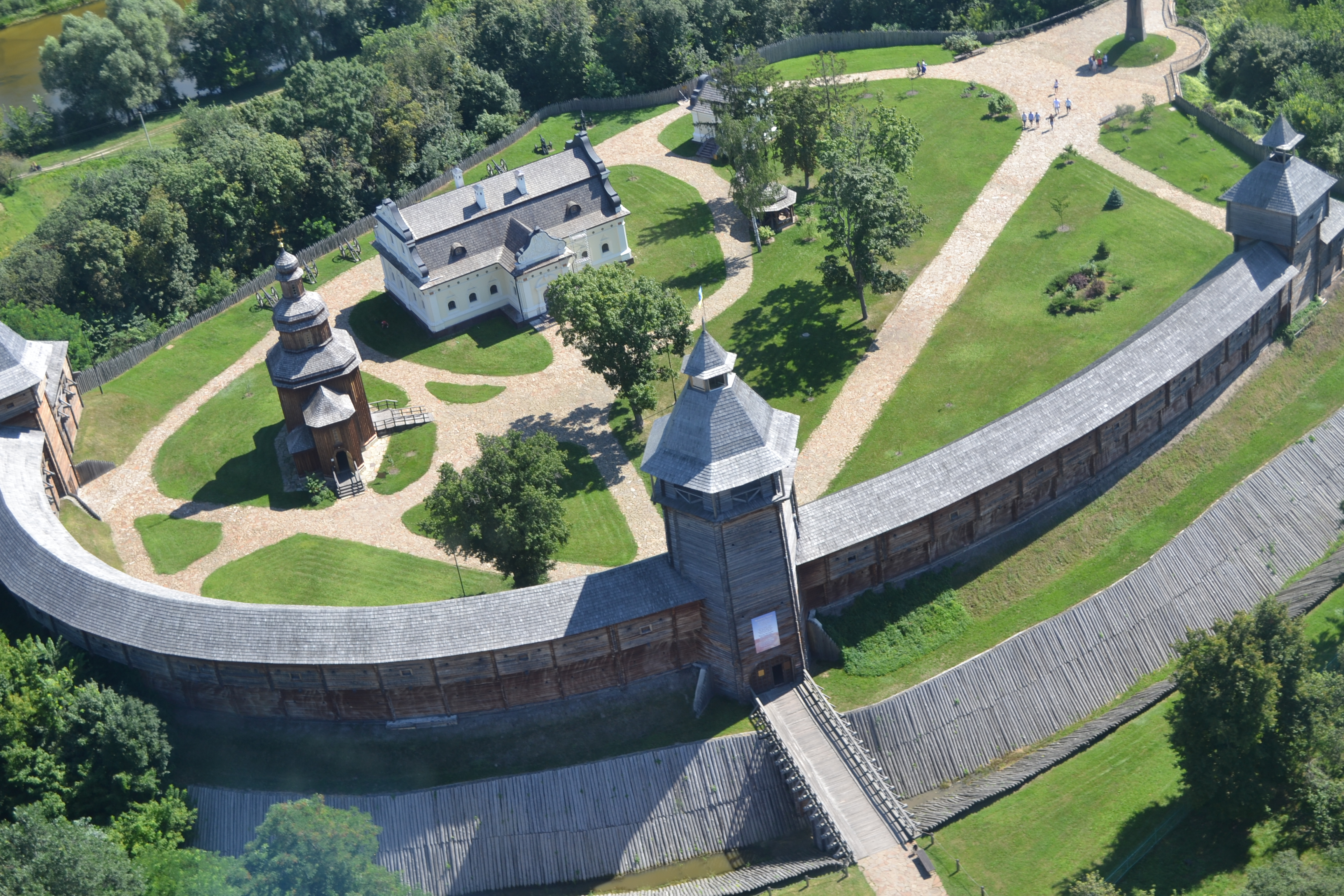
바투린, 코사크 요새 재건

우크라이나에 분포하고 있는 초르노젬(흑토) 지대는 비옥한 토양으로 유명하다. 그 밖에 아스팔트, 무연탄, 철, 망가니즈, 크롬, 타이타늄, 납, 아연, 알루미늄, 수은, 니켈, 천연 가스, 석유 등 70여 가지의 종류에 달하는 천연 자원이 매장되어 있다.

### 기후
대개 온화한 대륙성 기후를 보이는데 남쪽의 크림반도 인근에서는 온난 습윤 기후가 나타나기도 한다. 비는 북서부 지방에 가장 많이 내리고 동부와 남동부 지역은 덜 오는 편이다. 겨울은 흑해 인근 지방이라면 따뜻하지만 내륙으로 들어갈수록 대체로 추워진다. 여름에는 전반적으로 따뜻하지만 남쪽 지방은 무덥다.

## 국기

우크라이나의 국기

우크라이나의 국기는 밀과 하늘을 상징하는 것으로 하늘색과 노란색으로 구성되어 있다.
인민 공화국 시절에는 문장이 들어간 국기를 사용하였고, 소비에트 연방의 지배를 받은 시절에는 낫과 망치가 들어간 국기를 사용하였다.

## 국장

우크라이나의 국장

우크라이나의 국장은 일명 '트리주브'라고도 불리며, 우크라이나를 상징하는 문장이다.
이 문장은 키예프 루스 시절부터 쓰여 왔으며, 문장에 총을 든 남자가 들어가 있기도 하였고, 소비에트 연방의 지배를 받은 시절에는 낫과 망치가 들어간 문장을 사용하기도 했다.

### 우크라이나
- (우크라이나어/영어) 우크라이나 정부 홈페이지
- (우크라이나어/영어) 우크라이나 최고 라다
- (우크라이나어/영어/프랑스어/스페인어/…) 우크라이나 외무부

### 대한민국
- (한국어/우크라이나어) 우크라이나 주재 대한민국 대사관
- 두산세계대백과사전 우크라이나
- 다음 백과 우크라이나
- (영어/우크라이나어) 주한 우크라이나 대사관

### 해외
- 위키인용집에 우크라이나의 속담 관련 문서가 있습니다.
- 위키미디어 공용에 우크라이나 관련 미디어 분류가 있습니다.

- (영어) 론리플래닛의 정보(우크라이나편)
- (영어) CIA의 국가 정보(우크라이나편)
- (우크라이나어/영어) 키이우 포스트
- (영어/러시아어/우크라이나어/독일어) 우크라이나 여행가이드